# Hook, Line and Sinker
Pour le film de 1969 avec Jerry Lewis, voir Cramponne-toi Jerry.
Pour plus de détails, voir Fiche technique et Distribution.
Hook, Line and Sinker est un film américain réalisé par Edward F. Cline, sorti en 1930.

## Synopsis
Deux vendeurs d'assurance pleins de bagout, Wilbur Boswell (Bert Wheeler) et J. Addington Ganzy (Robert Woolsey), aident Mary Marsh (Dorothy Lee), une mondaine sans le sou, à transformer un hôtel délabré dont elle a hérité en une entreprise florissante. Ils se retrouvent cependant rapidement confrontés à deux groupes de gangsters rivaux qui veulent faire main basse sur le coffre-fort de l'hôtel.
De plus, la mère de Mary, Rebecca Marsh (Jobyna Howland), souhaite la voir épouser John Blackwell (Ralf Harolde), un riche avocat, alors que Mary est tombée amoureuse de Wilbur. Et tandis qu'elle éprouve une aversion immédiate pour Wilbur, Rebecca tombe sous le charme de Ganzy. Pour compliquer encore les choses, Blackwell est en réalité de mèche avec les gangsters.
Le dénouement implique des courses nocturnes et une fusillade dans l'hôtel. Au cours de la bataille acharnée entre les gangs rivaux et la police, Boswell et Ganzy sauvent les bijoux, après quoi Ganzy épouse Rebecca, puis conduit Mary à l'autel pour son mariage avec Wilbur.

## Fiche technique
- Titre : Hook, Line and Sinker
- Réalisation : Edward F. Cline
- Scénario : Tim Whelan et Ralph Spence
- Costumes : Max Rée
- Photographie : Nicholas Musuraca
- Montage : Archie Marshek
- Producteur : William LeBaron
- Société de production : RKO Pictures
- Pays de production : États-Unis
- Format : Noir et blanc
- Genre : comédie
- Date de sortie : 1930

## Distribution
- Bert Wheeler : Wilbur Boswell
- Robert Woolsey : Addington Ganzy
- Dorothy Lee : Mary Marsh
- Ralf Harolde : John Blackwell
- Jobyna Howland : Mrs Rebecca Marsh
- Natalie Moorhead : Duchesse Bessie Von Essie
- Hugh Herbert : Détective
- George F. Marion : Ritz de la Rivera Bellboy
- Stanley Fields : McKay
- William B. Davidson : Frank Dukette